# 전국의용소방대연합회
전국의용소방대연합회(全國義勇消防隊聯合會)는 전국에 위치한 의용소방대의 재난관리를 위한 자율적 봉사활동의 효율적 운영 및 상호협조 증진을 위하여 대한민국 소방청의 감독 아래에 설립된 단체이다.

## 설립 근거
- 의용소방대 설치 및 운영에 관한 법률 제18조[2]

## 조직
총리령에 따라 조직을 구성한다.

### 회장
- 부회장
- 감사

#### 사무총장
- 운영분과위원회
- 연구개발분과위원회
- 자원봉사분과위원회
- 회관건립분과위원회
- 윤리분과위원회

### 지역연합회
- 경북연합회
- 전남연합회
- 전북연합회
- 충청남도 의용소방대
- 경기연합회
- 경남연합회
- 충북연합회
- 대전연합회
- 세종연합회
- 인천연합회
- 대구연합회
- 서울연합회
- 울산연합회
- 제주연합회
- 강원연합회
- 부산연합회
- 창원시연합회
- 광주연합회

## 같이 보기
- 대한민국의 소방
- 대한민국 소방청
- 소방관 계급